# Ernst Akert
Ernst Akert (* 20. April 1871; † 1954) war ein Schweizer Freidenker.

## Leben
«Akert zählt zu den Gründern des während des Ersten Weltkrieges untergegangenen Schweizer Freidenkerbundes.» Er schrieb unter anderem für das Organ des Freidenkerbundes und veröffentlichte Schriften über die Walser. 1942 veröffentlichte er eine Monografie mit dem Titel Gottfried Kellers Weltanschauung, in welcher er die Stellung des Schweizer Schriftstellers zu Gott, Unsterblichkeit, Religion und Kirche erörtert; dies ist Akerts verbreitetste Schrift. 1942 zog Akert, nachdem er viele Jahre in Bern gelebt hatte, nach Lugano.

## Schriften
- Chronik der Familie Akert von Außersihl-Zürich. Reutimann, Zürich 1930.
  - Kenneth R. Allen: Chronicle of the Akert family of Aussersihl-Zürich. Selbstverlag, Palo Alto 1996 (erweiterte Ausgabe in englischer Sprache).
- Die Walserfrage. Stämpfli, Bern 1941.
- Gottfried Kellers Weltanschauung; seine Stellung zu den Ideen von Gott und Unsterblichkeit zu Religion und Kirche. Mettler, Bern 1942.
- Die Walser. Neues über ihre Art und Herkunft. Aare-Verlag, Bern 1943.